# Ada (pigenavn)
 For alternative betydninger, se Ada. (Se også artikler, som begynder med Ada)
Ada er et hebraisk pigenavn som betyder "pryd".
Der var i 2005 226 danske kvinder med fornavnet Ada. Et fald på 14 i forhold til 2004 (240).

## Kendte personer med navnet
- Ada Adler
- Ada Lovelace
- Ada Hegerberg